# الهام حسینی
سیده الهام حسینی معروف به الهام حسینی (زاده ۲۵ شهریور ۱۳۶۷ در دورود)، وزنه‌بردار زن تیم ملی ایران است. وی نخستین مدال‌آور تاریخ وزنه‌برداری زنان ایران در مسابقات بین‌المللی است که در مسابقات جام نعیم سلیمان‌اوغلو در سال ۱۳۹۸ مدال برنز با مجموع ۱۹۸=۱۱۰+۸۸ دسته ۷۶ کیلوگرم را به‌دست‌آورد.
وی به همراه پوپک بسامی، ابریشم ارجمندخواه، پریسا جهانفکریان، اعضای نخستین تیم ملی وزنه‌برداری زنان ایران اعزامی به مسابقات جهانی را تشکیل دادند.
وی در مسابقات قهرمانی آسیا رتبهٔ ششم در گروه A وزن ۷۱ کیلوگرم را کسب کرد.
الهام حسینی عضو تیم ملی وزنه‌برداری زنان ایران اعزامی به مسابقات قهرمانی وزنه‌برداری جهان ۲۰۱۹ است. (به همراه ابریشم ارجمندخواه، پوپک بسامی، پریسا جهانفکریان). این برای نخستین بار است که تیم زنان ایران در مسابقات جهانی این رشته شرکت می‌کند.
وی دانش‌آموخته کارشناسی رشته فیزیولوژی ورزشی از دانشگاه تربیت معلم تهران و کارشناسی ارشد رشته فیزیولوژی ورزشی از دانشگاه شهید رجایی است.
الهام حسینی در مسابقات وزنه‌برداری قهرمانی آسیا پنجم شد و الناز باجلانی در رده ششم قرار گرفت.
به گزارش ایسنا، رقابت دسته ۸۱ کیلوگرم وزنه‌برداری قهرمانی زنان آسیا در اردیبهشت ماه ۱۴۰۰ به پایان رسید.
دو نماینده از تیم ملی ایران در این وزن شرکت کردند که الهام حسینی رکورد ۹۱ یک ضرب، ۱۲۲ دوضرب و مجموع ۲۱۳کیلوگرم را ثبت کرد و پنجم آسیا شد.
وی تنها وزنه‌بردار زن ایران بود که در گروه A رقابت کرد. (با ورودی ۲۰۶ کیلوگرم)

## نتایج (به تفکیک مسابقات)

### مسابقات قهرمانی وزنه‌برداری آسیا ۲۰۱۹
حسینی در حرکت یک‌ضرب ابتدا موفق به مهار وزنه ۷۳ کیلوگرم شد و در حرکت دوم خود نیز وزنه ۷۸ کیلوگرم را بالای سر برد اما در حرکت سوم و وزنه ۸۲ کیلوگرم ناکام ماند. الهام حسینی در حرکت دو ضرب خود ابتدا در مهار وزنه ۹۳ کیلوگرم ناکام ماند و در حرکت دوم خود موفق شد این وزنه را بالای سر ببرد. بانوی وزنه‌بردار ایران در حرکت سوم خود نیز وزنه ۹۸ کیلوگرم را مهار کرد و در مجموع رکورد ۱۷۶ کیلوگرم را به ثبت رساند. در رده‌بندی نهایی وزن ۷۱ کیلوگرم در جایگاه ششم آسیا قرار گرفت.

### مسابقات قهرمانی وزنه‌برداری جهان ۲۰۱۹
حسینی در گروه A دسته ۷۱ کیلوگرم بانوان به روی تخته رفت. در این رقابت که ۱۲ وزنه‌بردار حضور داشتند، سیده الهام حسینی ملی‌پوش کشورمان در یک‌ضرب ابتدا وزنه ۸۳ کیلوگرمی را بالای سر برد، اما در مهار وزنه‌های ۹۰ و ۹۱ کیلوگرمی ناکام ماند تا با رکورد ۸۳ کیلومتر در رده بیست و یکم قرار بگیرد. حسینی در دو ضرب ابتدا وزنه‌های ۱۰۳ و ۱۰۸ کیلوگرمی را مهار کرد، اما در تلاش سوم موفق به مهار وزنه ۱۱۲ کیلوگرمی نشد و در این حرکت با رکورد ۱۰۸ کیلوگرم سیزدهم شد. بانوی ملی‌پوش کشورمان در مجموع نیز با رکورد ۱۹۱ کیلوگرم در رده شانزدهم قرار گرفت.
در این رقابت الیزابت کاترین از آمریکا با ۱۱۲ کیلوگرم در یک‌ضرب، ۱۳۶ کیلوگرم در دو ضرب و مجموع ۲۴۸ کیلوگرم سه مدال طلا گرفت و قهرمان شد.
الهام حسینی با ثبت این رکوردها توانست در یک ضرب ۵ کیلوگرم، دو ضرب ۱۰ کیلوگرم و مجموع ۱۵ کیلوگرم رکورد ملی را ارتقا دهد.

## خلاصه نتایج
| سال                    | محل برگزاری         | وزن          | یک‌ضرب (ک‌گ)   | یک‌ضرب (ک‌گ)   | یک‌ضرب (ک‌گ)   | یک‌ضرب (ک‌گ)   | دوضرب (ک‌گ)   | دوضرب (ک‌گ)   | دوضرب (ک‌گ)   | دوضرب (ک‌گ)   | مجموع        | رتبه         |
| سال                    | محل برگزاری         | وزن          | ۱            | ۲            | ۳            | رتبه         | ۱            | ۲            | ۳            | رتبه         | مجموع        | رتبه         |
| قهرمانی جهان           | قهرمانی جهان        | قهرمانی جهان | قهرمانی جهان | قهرمانی جهان | قهرمانی جهان | قهرمانی جهان | قهرمانی جهان | قهرمانی جهان | قهرمانی جهان | قهرمانی جهان | قهرمانی جهان | قهرمانی جهان |
| ---------------------- | ------------------- | ------------ | ------------ | ------------ | ------------ | ------------ | ------------ | ------------ | ------------ | ------------ | ------------ | ------------ |
| 2019                   | پاتایا، تایلند      | 71 کیلوگرم   | 83           | 90           | 91           | 21           | 103          | 108          | 112          | ۱۳           | ۱۹۱          | ۱۶           |
| 2021                   | تاشکند، ازبکستان    | 81 کیلوگرم   | 91           | 96           | 98           | 8            | 116          | 125          | ۱۲۵          | ۶            | ۲۲۳          | ۶            |
| 2022                   | بوگوتا، کلمبیا      | 81 کیلوگرم   | 98           | 102          | 104          | 12           | 121          | 122          | 127          | ۱۶           | ۲۲۶          | ۱۵           |
| 2023                   | ریاض، عربستان سعودی | 81 کیلوگرم   | 96           | 101          | 103          | 21           | 123          | 125          | 130          | ۱۶           | ۲۲۱          | ۱۵           |
| بازی‌های آسیایی         |                     |              |              |              |              |              |              |              |              |              |              |              |
| 2023                   | هانگژو، چین         | 87 کیلوگرم   | 95           | 95           | ۱۰۰          | ۱۰           | --           | --           | --           | --           | --           | --           |
| قهرمانی آسیا           |                     |              |              |              |              |              |              |              |              |              |              |              |
| 2019                   | نانگبو، چین         | 71 kg        | 73           | 78           | 82           | 7            | 93           | ۹۳           | ۹۸           | ۶            | ۱۷۶          | ۶            |
| 2021                   | تاشکند، ازبکستان    | 81 kg        | 91           | 99           | 99           | ۶            | ۱۱۱          | ۱۱۸          | ۱۲۲          | ۴            | ۲۱۳          | ۵            |
| 2022                   | منامه، بحرین        | 81 kg        | 97           | 100          | 102          | 1            | 121          | 125          | 128          | 1            | 227          | 1            |
| 2023                   | جینگجو، کره جنوبی   | 81 kg        | 101          | 105          | 106          | 5            | 125          | 131          | ۱۳۱          | ۶            | ۲۳۷          | ۵            |
| IWF Grand Prix         |                     |              |              |              |              |              |              |              |              |              |              |              |
| 2019                   | دوحه، قطر           | 76 kg        | 84           | 89           | 90           | 9            | 106          | 112          | ۱۱۷          | ۱۰           | ۲۰۲          | ۹            |
| بازی‌های همبستگی اسلامی |                     |              |              |              |              |              |              |              |              |              |              |              |
| 2022                   | قونیه، ترکیه        | 81 کیلوگرم   | 95           | 100          | 103          | 1            | 117          | 123          | 127          | 3            | 223          | 3            |